# Frank Newby

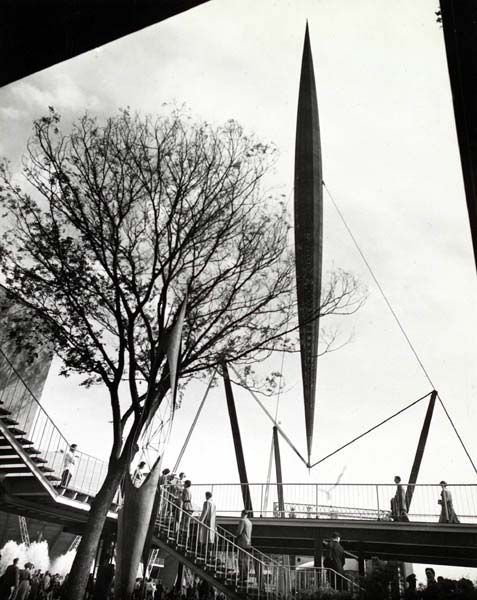
Skylon von Frank Newby, Festival of Britain 1951

Frank Newby (* 26. März 1926 in Barnsley; † 10. Mai 2001 in London) war ein britischer Bauingenieur.
Newby studierte 1943 bis 1947 Mechanik (Ingenieurwesen) an der Universität Cambridge (Trinity College) und war dann im obligatorischen National Service. Ab 1949 war er im Ingenieurbüro von Felix Samuely in London. 1951 erreichten beide große Aufmerksamkeit durch ihr Skylon auf dem Festival of Britain, eine Tensegrity-Struktur aus Stahl, die von länglicher stromlinienförmiger Form war und in der Luft zu schweben schien. 1952 fuhr er in die USA und besuchte Designer und Architekten wie Charles Eames, Ray Eames und Eero Saarinen. 1956 wurde er Partner im Büro von Samuely in London und nach dessen Tod 1959 leitete er das Ingenieurbüro.
Er entwarf die Gebäude Großbritanniens auf der Weltausstellung in Brüssel 1958, er war mit Saarinen am Entwurf der Amerikanischen Botschaft in London 1960 beteiligt, und 1965 entwarf er mit dem Architekten Cedric Price und Lord Snowdon das große Voliere im London Zoo. The Snowdon Aviary steht seit 1998 unter Denkmalschutz. Mit den Architekten James Stirling und James Gowan entwarf er das Ingenieursgebäude der University of Leicester und mit der Chicagoer Firma Skidmore, Owings and Merrill die Fabrik von Boots in Nottingham (1968 fertiggestellt). 
1985 erhielt er die Goldmedaille der Institution of Structural Engineers.
Er befasste sich auch mit Baugeschichte als Leiter der Geschichtsgruppe der Institution of Structural Engineers.